# Julian Marchlewski
Julian Marchlewski (17 de mayo de 1866 - 22 de marzo de 1925) fue un político y funcionario comunista polaco-soviético de formación económica, también conocido como Julius Karski y como Kujawiak.
En 1889 fue miembro fundador de la Unión de Trabajadores Polacos. En 1893, junto con Rosa Luxemburgo y Leo Jogiches, fundó el Partido Socialdemócrata del Reino de Polonia (SDKP), el cual, debido a los arrestos masivos a partir de 1895, se convertiría más tarde en el Partido Socialdemócrata del reino de Polonia y Lituania (SDKPiL). En 1906 se convirtió en bolchevique, y emigró a Alemania para evitar la persecución zarista. Durante la Primera Guerra Mundial participó en el movimiento socialdemócrata alemán y en la fundación de la Liga Espartaquista. Fue arrestado y posteriormente intercambiado por Rusia a cambio de un espía alemán. En 1919, durante la guerra polaco-soviética, tomó parte en las negociaciones con Polonia, encabezando el Comité Revolucionario Provisional Polaco de 1920 que planeaba la declaración de una República Socialista Soviética en Polonia.
Fue un economista experto en cuestiones agrícolas que tomó parte en la preparación del programa político bolchevique para los campesinos y escribió varios trabajos científicos e ideológicos.